# Concerto for Group and Orchestra
The Concerto for Group and Orchestra – koncert zespołu Deep Purple i The Royal Philharmonic Orchestra skomponowany przez Jona Lorda i dyrygowany przez Malcolma Arnolda w 1969 roku. Podczas pierwszego wykonania wystąpił Ian Gillan. Nagranie wideo z tego koncertu wydane zostało na DVD w roku 2003.

## Forma muzyczna
Concerto for Group and Orchestra zawiera kilka charakterystycznych form concerto grosso, sinfonia concertante i koncert dla orkiestry.

## Wykonania, nagrania i wydania

### 1969
Koncert na żywo w the Royal Albert Hall w Londynie, w składzie:
- Deep Purple:
  - Ian Gillan – śpiew
  - Ritchie Blackmore – gitara
  - Jon Lord – Organy Hammonda, instrumenty klawiszowe
  - Roger Glover – gitara basowa
  - Ian Paice – perkusja
- The Royal Philharmonic Orchestra – dyrygent Malcolm Arnold

#### Wydanie LP
Zawierało tylko "Concerto", z drugą częścią ("2nd Movement") podzieloną na 2 części.

#### Wydanie CD
W roku 1990 wydano CD zawierający utwory "Wring that Neck" i "Child in Time" zarejestrowane na tym samym koncercie.

#### Wydanie DVD
W roku 2003 EMI wydało specjalną edycję DVD-Audio Concerto for Group and Orchestra, na którym znalazł się cały repertuar muzyczny zagrany tej nocy:
- The Royal Philharmonic Orchestra – dyrygent Malcolm Arnold
  - 6. Symfonia Op. 95 Malcolma Arnolda:

| 1. | "1st Movement": Energico  | 9:19  |
|    |                           |       |
| 2. | "2nd Movement": Lento     | 8:52  |
|    |                           |       |
| 3. | "3rd Movement": Con Fuoco | 7:02  |
|    |                           |       |
|    |                           | 25:13 |
|    |                           |       |
- Deep Purple:
  - Utwory:

| 1. | "Hush" (Joe South)                                       | 4:42  |
|    |                                                          |       |
| 2. | "Wring that Neck" (Blackmore, Lord, Paice, Nick Simper)  | 13:23 |
|    |                                                          |       |
| 3. | "Child in Time" (Blackmore, Gillan, Glover, Lord, Paice) | 12:06 |
|    |                                                          |       |
|    |                                                          | 30:11 |
|    |                                                          |       |
- Deep Purple i the Royal Philharmonic Orchestra – dyrygent Malcolm Arnold
  - Concerto for Group and Orchestra:

| 1. | "First Movement": Moderato-Allegro (Lord)              | 19:23 |
|    |                                                        |       |
| 2. | "Second Movement": Andante (Lord; słowa Gillan)        | 19:11 |
|    |                                                        |       |
| 3. | "Third Movement": Vivace-Presto (Lord)                 | 13:09 |
|    |                                                        |       |
| 4. | "Encore – Third Movement": Vivace-Presto (Part) (Lord) | 5:53  |
|    |                                                        |       |
|    |                                                        | 57:36 |
|    |                                                        |       |

### 1970
"Concerto" wykonany został jeszcze tylko jeden raz 25 sierpnia 1970 z Los Angeles Philharmonic Orchestra pod dyrekcją Lawrence’a Fostera w Hollywood Bowl, po koncercie partytura zaginęła.

### 1999
W dniach 26 i 27 września 1999 – 30 lat po pierwszym wykonaniu, Concerto for Group and Orchestra został ponownie wykonany przez Deep Purple w Royal Albert Hall.
Zapis tego koncertu został wydany na DVD jako In Concert with the London Symphony Orchestra oraz na CD jako Live at the Royal Albert Hall.

### 2000-2001
Zachęceni odniesionym sukcesem podczas koncertu w the Royal Albert Hall, Deep Purple wykonali Concerto  najpierw w Ameryce Południowej z miejscowymi orkiestrami, później w Europie z orkiestrą George Enescu Philharmonic Orchestra, następnie w Japonii z the New Japan Philharmonic Orchestra – wszystkimi dyrygował Paul Mann.

### 2003
Australijskie tournée wraz z zespołem george. The Sydney Symphony Orchestra dała trzy przedstawienia w Sydney Opera House w styczniu 2003, a w marcu 2003 the Western Australian Symphony Orchestra dała dwa przedstawienia w Perth.

### 2006
W lipcu 2006 przedstawienie na festiwalu Henley.

### 2007
7 października 2007 na festiwalu the Malcolm Arnold Festival w Northampton wykonano Symfonię nr 6 Arnolda oraz "MAsque" Lorda – dedykowaną jego późniejszemu przyjacielowi. Orkiestrą the Royal Philharmonic Orchestra dyrygował Paul Mann.

### 2008
27, 28, 29 marca 2008 trzy koncerty Jona Lorda z The Adelaide Symphony Orchestra w Adelaide, w Australii.

### 2009
- 11-12 marca 2009 koncert z udziałem The Slovak Radio Symphony Orchestra w Bratysławie, na Słowacji.
- 2 maja 2009 koncert Jona Lorda z The Orquestra Sinfônica Municipal de São Paulo w São Paulo, w Brazylii.

### 2012
Concerto For Group and Orchestra nagrane w Abbey Road Studio w Londynie
soliści:
Jon Lord –  organy Hammonda,
Joe Bonamassa – gitara,
Steve Morse – gitara,
Darin Vasilev – gitara,
Bruce Dickinson – wokal,
Steve Balsamo – wokal,
Katarzyna Łaska – wokal,
Guy Pratt – gitara basowa,
Brett Morgan – perkusja,
Royal Liverpool Symphony Orchestra pod batutą Paula Manna